# إيرينا كارافاييفا
إيرينا فلاديميروفنا كارافيفا (بالروسية: Ирина Владимировна Караваева ؛ من مواليد 18 مايو 1975 ، كراسنودار ، اتحاد الجمهوريات الاشتراكية السوفياتية) هي لاعبة جمباز ترامبولين روسية ، وتنافس على المستوى الدولي منذ عام 1990، أول بطلة أولمبية في الترامبولين ، ماستير في الرياضة الروسية (1996)، قاض دولي ورئيس المجلس الأولمبي لإقليم كراسنودار.
حصلت على وسام "الاستحقاق للوطن" من الدرجة الثانية (2000) وميدالية "لمساهمتها البارزة في تطوير درجة كوبان" الأولى (2000) ، دبلوم رئيس الاتحاد الروسي.
حصلت إيرينا كارافيفا على جائزة اللعب النظيف الدولية (لالتزامها بمبادئ اللعب النظيف) ، والتي تلقتها من يد رئيس اللجنة الأولمبية الدولية. حصلت على جائزة لتصحيح خطأ تحكيم في بطولة العالم التي أقيمت في الدنمارك عام 2001. ثم منح الحكام الفوز لإرينا ، على الرغم من أن الرياضية الألمانية آنا دوجونادزه كانت موضوعية قبل كارافاييف. بعد ذلك بقليل بعد البطولة ، سلمت إيرينا الميدالية الذهبية إلى آنا دوغونادزه.

## روابط خارجية
- Irina KARAVAEVA في الاتحاد الدولي للجمباز